# Alex Kidd in Miracle World DX
Alex Kidd in Miracle World DX est un jeu vidéo de plates-formes développé par Jankenteam et édité par Merge Games, sous licence Sega, sorti en juin 2021 sur Windows (Steam), puis sur Xbox One, PlayStation 4 et Nintendo Switch.
Reprise d'Alex Kidd in Miracle World, jeu phare de la Master System sorti en 1986, il fait partie de la franchise Alex Kidd et met en scène le personnage Alex Kidd.

## Système de jeu
Alex Kidd in Miracle World DX reprend le système de jeu d'Alex Kidd in Miracle World. Le jeu est un remake, avec de nouveaux graphismes, mais il ajoute également de nouveaux contenus, tels que des niveaux supplémentaires. Le scénario et la narration sont renforcés de sorte à rendre le jeu plus dense, et à créer un lien avec les autres jeux de la série.
Le joueur a la possibilité à n'importe quel moment du jeu de passer en mode classique, qui rétablit les graphismes du jeu original sorti sur Master System.
Le système de combat face aux boss, qui avait été critiqué à la sortie du jeu original, est repensé pour être plus fluide.

## Développement
Alex Kidd in Miracle World DX est originellement un jeu vidéo amateur réalisé par des fans espagnols de la série. Remarqué par Sega, propriétaire de la franchise, l'équipe travaillant sur le jeu amateur est mise en collaboration avec Merge Games pour réaliser officiellement le jeu.
Le fantasme commun de réaliser une nouvelle version d'Alex Kidd in Miracle World est dû au directeur artistique Héctor Togo et du game designer José Sanz qui ont donné vie au projet en commençant à réaliser des sprites et programmer les mouvements dans Game Maker.
En deux jours, les premiers sprites furent créés puis animés. En une semaine, le projet de remake fut lancé. À la suite de la médiatisation du projet, Ramon Nafria embarque à son tour sur le projet et en devient producteur.
La musique est revisitée par José Ramon 'Bibiki' Garcia.
Le jeu est développé sur Unity 2019 LWRP. Son développement nécessite entre 800 et 900 heures de travail.
En 2014, Ramon Nafria prit contact avec Sega pour tenter d'acquérir la licence d'Alex Kidd via sa société aujourd'hui disparue A Crowd of Monsters, sans succès. D'où sa participation actuelle au projet.